# Proterio de Alejandría
Proterio de Alejandría (muerto en el año 457), fue un Patriarca de Alejandría  entre el período de 451 a 457. Es venerado como santo por las Iglesias Católica y Ortodoxa, y su fiesta se celebra el 28 de marzo. 

## Hagiografía
Proterio nació en el siglo V.
Fue elegido arcipreste por el entonces Patriarca de Alejandría, Dióscoro.

### Patriarcado
Proterio, fue elegido por el Concilio de Calcedonia en el 451 para reemplazar a Dióscoro I de Alejandría, que había sido depuesto por el mismo concilio.

### Martirio
Proterio fue asesinado por los seguidores de su predecesor, los monofistas. En días anteriores a su asesinato, Proterio tuvo que asilarse en la iglesia de San Quirino. Sin embargo sus asesinos penetraron en el santuario, y lo apuñalaron hasta la muerte, un Jueves Santo del 457. Luego de su asesinato, fue arrastrado por las calles, descuartizado y sus restos quemados y luego arrojados al mar y al aire.

### Cisma
Su ascenso marcó el principio del cisma que se concretaría con su muerte en el año 457, al ser depuesto y ejecutado por el pueblo egipcio por imponer el cumplimiento la fórmula del Credo de Nicea por el emperador bizantino. Fue sucedido por Timoteo Eluro, quien proclamó el cisma del Patriarcado de Alejandría con respecto del resto de los patriarcados, excomulgando al papa y los demás patriarcas.

## Onomástico y Culto público
Se le venera como santo en las Iglesias Católica y Ortdoxa, y su fiesta fue establecida el 28 de febrero. 
Su culto proviene de los días posteriores a su muerte. Unos obispos de Tracia, escribieron una carta al emperador bizantino, donde afirmaban que veían a Proterio como mártir y protector eficaz.